# Technique (album)
Pour les articles homonymes, voir Technique et Technique (philosophie).
Albums de New Order
Substance
(1987) BBC Sessions
(1990)
Technique est le cinquième album de New Order sorti en janvier 1989. 

## L'album
Le premier titre de l'album, Fine Time, rythmé, pop avec des notes electro-house, rappelle que Technique a été enregistré à Ibiza. 
L'album atteint la 1re place du hit-parade britannique et fait partie des 1001 albums qu'il faut avoir écoutés dans sa vie. 
En France, l'album s'est vendu à 42 800 exemplaires selon les estimations du site InfoDisc.
Il est catalogué sous le numéro de série de la Factory Records : FACT275 (LP) - FACD275 (CD)
En 2018, Peter Hook and The Light le rejoue sur scène. Tous les titres figurent, dans l'ordre, dans leur triple album New Order's Technique & Republic (Live At Koko London 28/09/18).

### Titres
1. Fine Time (4:42)
2. All the Way (3:22)
3. Love Less (2:58)
4. Round & Round (4:29)
5. Guilty Partner (4:44)
6. Run (4:29)
7. Mr. Disco (4:20)
8. Vanishing Point (5:15)
9. Dream Attack (5:13)

2008 Collector's Edition reissue bonus disc
1. Don't Do It (12" Version)
2. Fine Line (12" Version)
3. Round & Round (12" Version)
4. Best & Marsh (12" Version)
5. Run 2 (12" Version)
6. MTO
7. Fine Time (Silk Mix)
8. Vanishing Point (Instrumental) (12" Version)
9. World in Motion (Cabinieri Mix) (12" Version)

### Musiciens
- Bernard Sumner : voix, guitares, melodica, synthétiseurs
- Peter Hook : basse, percussions électroniques, synthétiseurs
- Stephen Morris : batterie,  synthétiseurs
- Gillian Gilbert : synthétiseurs, guitares